# Mimomys polonicus
Mimomys polonicus – wymarły gatunek gryzoni z rodziny chomikowatych. Zamieszkiwał w pliocenie tereny obecnej Europy. Gatunek został opisamy przez paleontologa Kazimierza Kowalskiego na podstawie kopalnych szczątków odkrytych w Rębielicach Królewskich. Na przestrzeni lat powstało kilka opracowań dotyczących odkrywanych szczątków M. polonicus: w Rębielicach Królewskich (1975), (1982), w Frechen (Niemcy) (1998), w Kushkuna i Simbugino (Rosja) (2004), lecz w środowisku naukowców pojawiają się opinie, że według współczesnych standardów gatunek jest w literaturze stosunkowo słabo zdefiniowany.